# Justus Dahinden

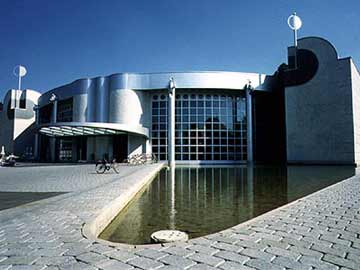
Migros OM Supermarket tại Bern-Ostermundigen (1987)

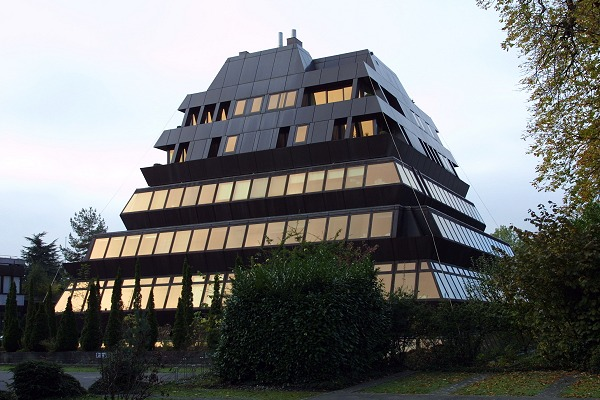
Ferrohouse tại Zürich (1970)

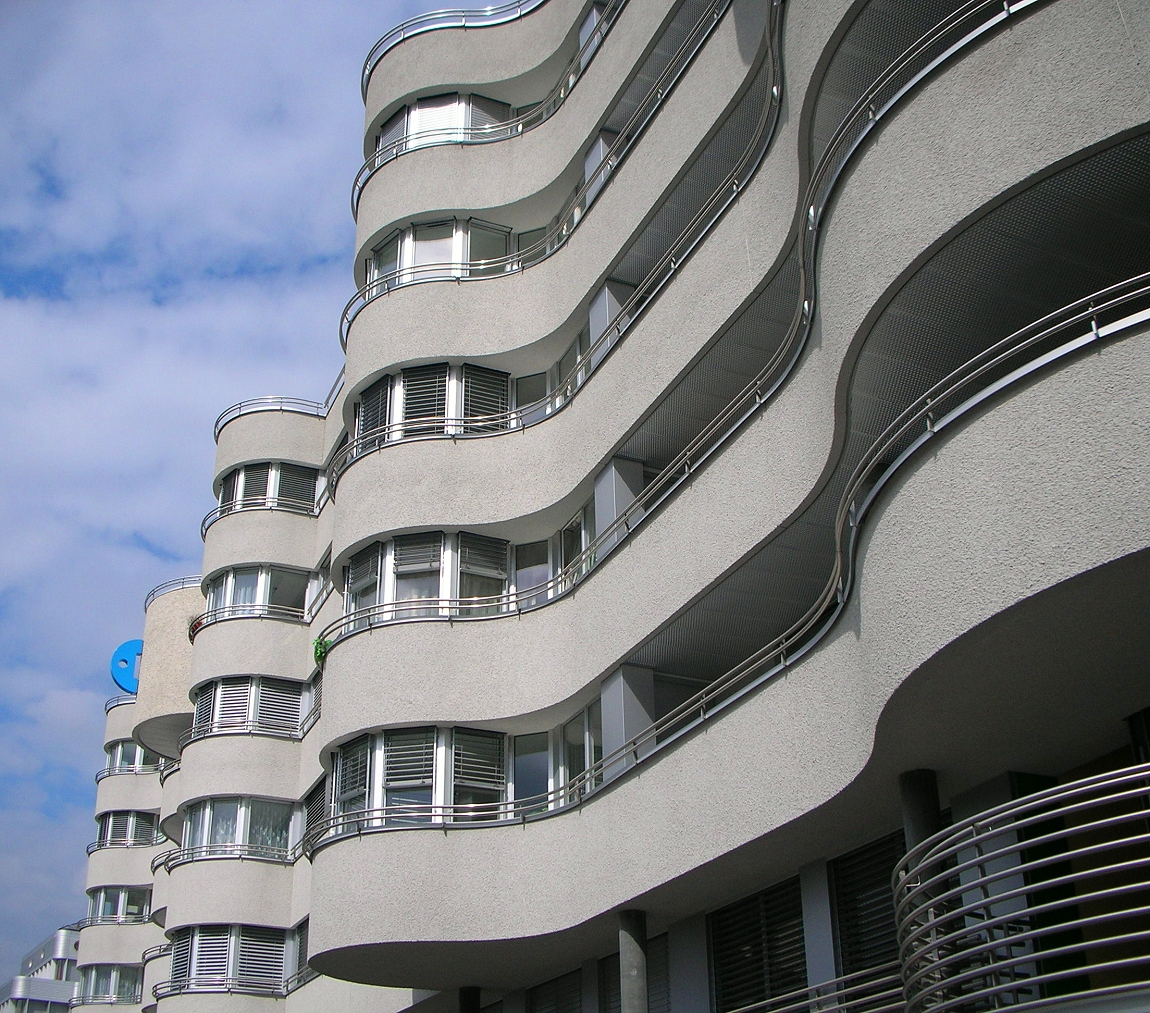
Binzmuhle tai Zurich (2005)

Justus Dahinden (sinh ngày 5 tháng 18 năm 1925 tại Zürich, Thụy Sĩ) là một kiến trúc sư và tác giả viết về kiến trúc nổi tiếng người Thụy Sĩ.

## Tiểu sử
Từ năm 1945 đến năm 1949, Dahinden học kiến trúc tại Học viện Kỹ thuật Liên bang Thụy Sĩ (tiếng Đức: Eidgenössische Technische Hochschule Zürich, ETHZ) và lấy bằng tiến sĩ về kiến trúc tại đây năm 1956. Ông mở văn phòng thiết kế riêng năm 1955 tại Zurich. Vào năm 1974, ông trở thành giáo sư Trường kiến trúc của Đại học Kỹ thuật Wien (tiếng Đức: Technische Universität Wien). Từ năm 1974 đến năm 1995, ông là hiệu trưởng Học viện Thiết kế Không gian và Nội thất ở Viên. Ông còn được bổ nhiệm làm giáo sư tại Viện Hàn lâm Kiến trúc Quốc tế (tiếng Anh: International Academy of Architects, IAA) tại Sofia, Bulgaria.
Triết lý của ông dựa về bản chất tổng thể của kiến trúc là một dịch vụ đối với đời sống con người. Điều đó quan trọng cân bằng giữa đời sống vật chất và đời sống tinh thần của con người.

## Giải thưởng
- 1981 Grand Prix d'Architecture 1981, CEA Cercle d'Ètudes Architecturales, Paris
- 1981 INTERARCH 81, World Triennial of Architecture, Sofia, giải của thành phố Nates cho Habitat tại Iran
- 1983 INTERARCH 83, World Triennial of Architecture, Competition HUMA 2000, Sofia, Medal and Prize of the National Committee of Peace of Bulgaria for the Project "Stadthügel" ("Urban Mound")
- 1985 INTERARCH 85, World Triennial of Architecture, Sofia, Award for competition of projects and realizations, personal work
- 1989 INTERARCH 89, World Triennial of Architecture, Sofia, Award for the Biography "Justus Dahinden-Architektur-Architecture"
- 2003 Được đề cử cho giải thưởng Mies van der Rohe (Đồ án nhà thờ St. Franziskus và Bộ thiểu số tại Bratislava; cộng tác với STUDIO FOR)

## Các tác phẩm
- 1972 "Urban Structures for the Future" Pall Mall Press, New York
- 1974 "Akro-Polis. Frei-Zeit-Stadt / Leisure City" Karl Krämer Publ. Bern/Stuttgart, ISBN 378281018X
- 1988 "Justus Dahinden - Architektur - Architecture" Biography, Karl Krämer Publ. Stuttgart, ISBN 3782816013
- 1991 "M... anders /autrement /different. Migros-Zentrum Ostermundigen", Karl Krämer Publ. Stuttgart, ISBN 3782816080
- 2005 "Mensch und Raum / Men and Space", Karl Krämer Publ. Stuttgart, ISBN 3782816145